# Berg (Duisburg-Meiderich)
Berg ist der Name einer von acht Bauerschaften im heutigen Stadtteil Meiderich der Stadt Duisburg, ganz im Nordwesten Meiderichs, an Stockum (Beeck) grenzende Bauerschaft Meiderichs. An den Wohnplatz erinnert noch die Straßenbezeichnung Bergstraße an der östlichen Grenze der Bauerschaft. Das Gebiet liegt heute im Stadtteil Untermeiderich. Von den ehemaligen Höfen sind heute keine Spuren mehr vorhanden, da auf ihrem Grund das heute zu Arcelor Mittal gehörende Stahlwerk Ruhrort-Meiderich erbaut wurde. Dort betreibt auch die Firma Linde Gas mehrere Luftzerlegungsanlagen für Sauerstoff, Stickstoff und Argon.
1139 wurde die Bauerschaft erstmals als collis (lat. für Berg) urkundlich erwähnt. Sie entwickelte sich auf einem fränkischen Einzelhof. Ab Mitte des 17. Jahrhunderts hatte sie überregionale Bedeutung durch die Kupfermühle an der Emscher.